# Santa María la Mayor
Reducción de Santa María la Mayor (Santa Maria la Mayors reduktion), var en av de många kristna missionsstationerna eller reduktioner som grundades på 1600-talet av Jesuiterna i Amerika under spanska koloniseringen av Amerika.
Missionsstationen i Santa María de la Mayor grundades 1626 och ligger i Santa María i provinsen Misiones, Argentina. 1744 hade den 993 invånare men kom att överges när Jesuiterna fördrevs från de spanska kolonierna 1767.
1984 blev Santa María de la Mayor en del av det nya världsarvet De jesuitiska missionsstationerna hos guaraniindianerna.